# Simonida Paleóloga
Simonida Paleóloga ou Simonida Nemanjić (em sérvio:  Симонида Немањић), nascida Simonis (em grego: Σιμωνίς Παλαιολογίνα), era uma princesa bizantina, filha do imperador Andrónico II Paleólogo e de Irene de Monferrato. Ela foi rainha-consorte da Sérvia, como a quarta esposa do rei Estêvão Milutino

## Vida
Simonida nasceu em Constantinopla por volta de 1294. Quatro anos depois, como resultado de uma derrota bizantina, o imperador bizantino Andrônico II prometeu uma aliança matrimonial ao monarca sérvio Estêvão Milutino. O plano era casar sua irmã Eudócia, a imperatriz-mãe de Trebizonda, mas ela se recusou veementente e a pequena Simonida, com apenas 5 anos de idade, foi então prometida. O clero da capital se opôs ao casamento, mas o imperador estava determinado a prosseguir e, no final de 1298, enviou seu confiável ministro Teodoro Metoquita ao Reino da Sérvia para terminar as negociações. De sua parte, Milutino estava ansioso para prosseguir e chegou até a se divorciar de sua terceira esposa, Ana Terter da Bulgária, filha do tsar búlgaro Jorge Terter.
O casamento foi celebrado em Tessalônica na primavera de 1299 e o casal seguiu para a Sérvia em abril. De acordo com algumas fontes bizantinas, Milutino não queria esperar até que Simonida atingisse a maioridade antes de consumar seu casamento, o que teria danificado o útero da princesa, impedindo-a de ter filhos. Quando o fato se tornou conhecido, a imperatriz Irene, que era a segunda esposa de Andrônico II e esperava utilizar o casamento para avançar os objetivos de sua família, ofereceu um de seus filhos para Milutino adotasse como herdeiro.
Depois da morte do marido em 1321, Simonida voltou para Constantinopla e enrtou para o Mosteiro de Santo André em Krisei, onde morreu em algum momento depois de 1336.

## Legado
A beleza de Simonida era bem conhecida e ela se tonrou uma figura de pureza e beleza na tradição sérvia. Um afresco dela no Mosteiro Gračanica é considerado um dos mais valiosos da arte sérvia (vide imagem). Infelizmente, ele está parcialmente destruído, pois Simonida perdeu os olhos.